# Sul da Rússia
Sul da Rússia (em russo:  Юг Росси́и, transl. Yug Rossii), ou Rússia do Sul (em russo:  Южная Росси́я, transl. Yuzhnaya Rossíya), foi um território independente que existiu entre 1919 e 1920 durante a Guerra Civil Russa. Abrangendo a região da Ucrânia e sul da Rússia, o território estabelecia o front sul menchevique durante a Guerra Civil Russa, inicialmente ocupado pelo Exército Voluntário, e depois administrado pelas suas próprias forças armadas.
Na historiografia soviética, foi chamada de Sul Branco (em russo:  Белый Юг, transl. Bely Yug) ou Sul Branco da Rússia (em russo:  Бе́лый Юг Росси́и, transl. Bélyy Yug Rossíi), em uma referência ao fato de ser controlada/aliada do Exército Branco, às vezes era chamado de "Denikia", "Dobrovoliia". Nunca foi estabelecida uma subdivisão interna, assim como suas fronteiras não foram claramente definidas.
Houve duas tentativas de estabelecer governos civis na área, sendo eles o Governo sul-russo e o Governo da Rússia do Sul.